# Ernst Peter Johann Spangenberg
Ernst Peter Johann Spangenberg (* 6. August 1784 in Göttingen; † 18. Februar 1833 in Celle) war ein deutscher Jurist und Philologe.

## Leben
Spangenberg war der zweite Sohn des Professors Georg August Spangenberg (1736–1806) und dessen Frau Dorothea Catharina Elisabeth, geborene Wehrs (1756–1808).
Spangenberg besuchte das Gymnasium in Göttingen, studierte seit 1803 als Schüler von Georg Jacob Friedrich Meister an der Universität Göttingen Rechtswissenschaften und konnte dieses Studium 1806 erfolgreich mit einer Habilitation beenden wofür er die Schrift Historiae feminarum Romanarum civilis specimen vorlegte. Von 1806 bis 1808 war er Privatdozent an der Universität. Er trat anschließend in den Staatsdienst ein, war zunächst ab 1808 Assessor am Tribunalgericht in Göttingen und seit 1810 Tribunalrichter in Verden. Hier lernte das Fräulein von Stade kennen, die er 1815 heiratete und mit der er zwei Söhne hatte.
Im Jahr 1811 wurde er zum „Generaladvokat“ am Kaiserlichen Gerichtshof in Hamburg berufen (Hamburger Franzosenzeit). 1814 wurde er „Assessor“ an der Justizkanzlei in Celle und dort wurde er 1816 zum „Hof- und Kanzleirat“ befördert. Im Jahr 1820 erhielt er einen Ruf an das neu konstituierte Oberappellationsgericht der vier Freien Städte Deutschlands, nahm diesen jedoch nicht an. Während seiner Zeit in Hamburg verfasste er zahlreiche Beiträge für wissenschaftliche Zeitschriften. Spangenberg gilt auch als einer der Pioniere der Publikation von Sammlungen epigraphisch festgehaltener juristischer Dokumente, die er didaktisch ausgerichtete, zeitweise in Zusammenarbeit mit Christian Gottlieb Haubold.

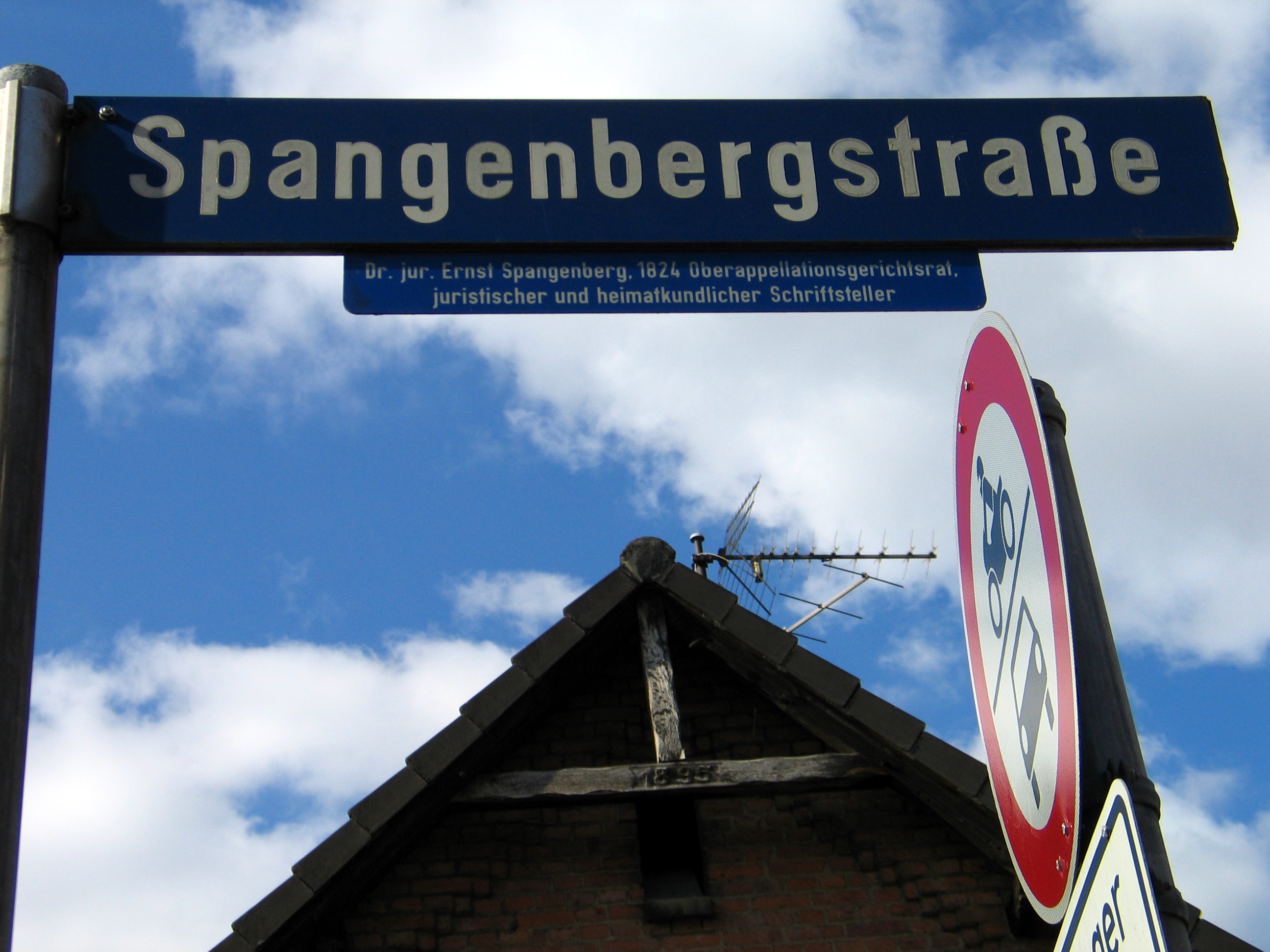
Straßenschild Spangenbergstraße in Celle mit erläuternder Legende

1824 wurde Spangenberg zum „Oberappellationsgerichtsrat“ befördert und 1831 holte man ihn als Beisitzer des königlichen Geheimratskollegiums nach Hannover. Während der westfälischen Herrschaft schrieb er mehrere Werke zum französischen Recht, wie 1808 die Institutiones juris civilis Napoleonei oder 1810/11 den Kommentar über den Code Napoléon. Bekannt wurde er auch aufgrund seiner Schriften im Bereich der Gerichtsmedizin. Er verfasste zwischen 1818 und 1823 beispielsweise Beiträge über „das Verbrechen der Abtreibung der Leibesfrucht“, „das Verbrechen des Kindesmords und der Aussetzung der Kinder“ oder „das rechtliche Verhältnis des weiblichen Geschlechts“, die alle in der Reihe Neues Archiv des Criminalrechts ISSN 2365-2721 abgedruckt wurden.
Spangenberg beschäftigte sich zudem mit der Bestandsaufnahme der historischen Denkmäler Göttingens. Dabei verfolgte er insbesondere das Ziel, die vom Verlust bedrohten Inschriften für die Nachwelt zu erhalten. Er beklagte den Verfall und die Zerstörung der Altertümer und wies auf den historischen Wert der Inschriften als rechtsgeschichtliche Quellen hin. Spangenbergs jüngerer Bruder Adolph Conrad Franz Spangenberg (1790 – um 1812) verfasste ebenfalls eine Geschichte und Beschreibung der Stadt Göttingen. Er war in den Militärdienst eingetreten und nahm 1812 am Feldzug Napoleons gegen Russland teil. Dabei wurde er gefangen genommen und verstarb in einem Lazarett in Sankt Petersburg. Er stand in diesem Zusammenhang auch mit Wilhelm Grimm in Briefkontakt. Zudem veröffentlichte er Schriften Hoffmann von Fallerslebens.
Ein weiterer Bruder war der Mediziner Johann Georg Spangenberg (1786–1849).

## Werke (Auswahl)
als Autor
- Beitraege zu einer Geschichte und Beschreibung der Stadt Goettingen. In: Neues Hannoversches Magazin.  17. Jahrgang, 1807, S. 417–458.
- Institutiones juris civilis Napoleonei. Göttingen 1808.
- Kommentar über den Code Napoléon. 3 Bände, Göttingen 1810/11.
- Einleitung in das Römisch-Justinianeische Rechtsbuch. Hannover 1817.
- Die Minnehöfe des Mittelalters. Leipzig 1821.
- Beiträge zu den deutschen Rechten des Mittelalters. Gebauersche Buchhandlung, Halle 1822 (archive.org).
- Jacob Cujas und seine Zeitgenossen (Leipzig 1822)
- Juris romani tabulae negotiorum sollemnium, modo in aere modo in marmore modo in charta superstites. Leipzig 1822.
- Die Lehre von dem Urkundenbeweise. 2 Teile, Heidelberg 1827.

als Herausgeber
- David Georg Strube: Rechtlichen Bedenken. 3 Bände, Hannover 1827/1828.
- Theodor Hagemann Praktische Erörterungen aus allen Teilen der Rechtsgelehrsamkeit. Band 8–10, 1829–1837.
- von: Antiquitatis romanae monumenta legalia extra liberos iuris Romani sparsa (Christian Gottlieb Haubold (Autor), Berlin 1830);
- Sammlung der Verordnungen und Ausschreiben für sämtliche Provinzen des hannoverschen Staats bis zur Zeit der Usurpation.4 Teile, Hannover 1819–1825.
- Neues vaterländisches Archiv. 22 Bände, Lüneburg 1822–1832.
- Kommentar zur Prozeßordnung für die Untergerichte des Königreichs Hannover. 2 Teile, Hannover 1829–1830.
- Das Oberappellationsgericht in Celle. Celle 1833.